# Klarinettenkonzert Nr. 2 (Weber)
Das Klarinettenkonzert Nr. 2 Es-Dur op. 74 (J. 118) hat Carl Maria von Weber 1811 für den Klarinettenvirtuosen Heinrich Joseph Baermann geschrieben.
Gesamtspielzeit: ca. 22 min.

## Entstehungsgeschichte
Anfang des Jahres 1811 lernte Weber in München den Klarinettenvituosen Heinrich Joseph Baermann kennen. Begeistert von dessen Spiel schrieb er ihm das Concertino in Es-Dur op. 26 (J. 109). Nachdem das Concertino bei der Uraufführung am 5. April 1811 vom Publikum sehr gut aufgenommen wurde, gab König Maximilian I. Joseph von Bayern ihm den Auftrag zur Komposition zweier weiterer Konzerte für Klarinette, sowie eines Fagottkonzertes und eines Cellokonzerts. Noch im selben Jahr vollendete Weber sein Klarinettenkonzert Nr. 1 f-Moll op. 73 (J. 114), das Klarinettenkonzert Nr. 2 Es-Dur op. 74 (J. 118) und das Fagottkonzert F-Dur op. 75 (J. 127). Das in Auftrag gegebene Cellokonzert hat er jedoch nie geschrieben. Beide Klarinettenkonzerte sind richtungsweisend für die romantische Sololiteratur für Klarinette. Weber verwendet neue Techniken beim Schreiben für Orchester, wie die deutlich intensivere Nutzung der Bläser und Pauken, und geteilte Passagen in den Streicherstimmen.

## Instrumentierung und Satzbezeichnung

### Instrumentierung
Solo-Klarinette in B, 2 Flöten, 2 Oboen, 2 Fagotte, 2 Hörner in Es, 2 Trompeten in Es, Pauke in Es und B, Streicher

### Satzbezeichnung
1. Satz: Allegro (Es-Dur; 4/4-Takt)
2. Satz: Andante con moto (g-Moll; 6/8-Takt)
3. Satz: Alla Polacca (Es-Dur; 3/4-Takt)